# Società Polisportiva Ars et Labor 1963-1964
Questa voce raccoglie le informazioni riguardanti la Società Polisportiva Ars et Labor  nelle competizioni ufficiali della stagione 1963-1964.

## Stagione
La stagione 1963-1964 è un'annata di vacche magre, la SPAL si classifica al penultimo posto con 24 punti e retrocede in serie cadetta insieme a Modena e Bari, dopo tredici campionati consecutivi in Serie A. La squadra è indebolita dalle cessioni alla Juventus di Adolfo Gori e Carlo Dell'Omodarme e la fase offensiva non brilla, con sole 5 reti a testa realizzate da Oscar Massei e Gianni Bui. In Coppa Italia, dopo aver superato ai primi turni Triestina e Padova, i biancazzurri cedono il passo al Bologna.
La nota positiva sono i debutti di due ragazzi che faranno strada: si tratta di Luigi Pasetti, terzino ferrarese che arriverà alla Nazionale Olimpica e alla Juventus e di Fabio Capello, promettentissimo regista che farà poi una grande carriera in Roma, Juventus e Milan. Sono entrambi prodotti del settore giovanile spallino, su cui Paolo Mazza punta sempre più.

## Rosa
| N. |                   | Ruolo | Calciatore              |
| -- | ----------------- | ----- | ----------------------- |
|    | Italia (bandiera) | P     | Edo Patregnani          |
|    | Italia (bandiera) | P     | Eugenio Bruschini       |
|    | Italia (bandiera) | D     | Manlio Muccini          |
|    | Italia (bandiera) | D     | Gennaro Olivieri        |
|    | Italia (bandiera) | D     | Gianfranco Bozzao       |
|    | Italia (bandiera) | D     | Sergio Cervato          |
|    | Italia (bandiera) | D     | Osvaldo Riva            |
|    | Italia (bandiera) | D     | Bruno Onorato Fochesato |
|    | Italia (bandiera) | D     | Luigi Pasetti           |
|    | Italia (bandiera) | C     | Dante Micheli           |
|    | Italia (bandiera) | C     | Mario Bulli             |
|    | Italia (bandiera) | C     | Fabio Capello           |

| N. |                      | Ruolo | Calciatore             |
| -- | -------------------- | ----- | ---------------------- |
|    | Italia (bandiera)    | C     | Edoardo Reja           |
|    | Italia (bandiera)    | C     | Giuseppe Castano       |
|    | Italia (bandiera)    | C     | Arturo Bertuccioli     |
|    | Argentina (bandiera) | C     | Oscar Massei           |
|    | Italia (bandiera)    | A     | Dante Crippa           |
|    | Italia (bandiera)    | A     | Gianni Bui             |
|    | Italia (bandiera)    | A     | Silvano Mencacci       |
|    | Italia (bandiera)    | A     | Carlo Novelli          |
|    | Brasile (bandiera)   | A     | De Souza               |
|    | Italia (bandiera)    | A     | Bruno Matassini        |
|    | Italia (bandiera)    | A     | Gianfranco De Bernardi |

## Risultati

### Serie A

#### Girone di andata
| Arbitro: | Righi (Milano) |

|                                   |           |             |
| Sivori 18’, 49’ Dell'Omodarme 88’ | Marcatori | 70’ Micheli |

| Arbitro: | Angonese (Mestre) |

|  |           |             |
|  | Marcatori | 57’ Morrone |

| Catania 25 settembre 1963 3ª giornata | Catania           | 0 – 0 | SPAL | Stadio Cibali\| Arbitro: \| D'Agostini (Roma) \| |
| Arbitro:                              | D'Agostini (Roma) |       |      |                                                  |

| Messina 29 settembre 1963 4ª giornata | Messina          | 0 – 0 | SPAL | Stadio Giovanni Celeste\| Arbitro: \| Sbardella (Roma) \| |
| Arbitro:                              | Sbardella (Roma) |       |      |                                                           |

| Arbitro: | De Marchi (Pordenone) |

|  |           |            |
|  | Marcatori | 37’ Tagnin |

| Arbitro: | Cirone (Palermo) |

|            |           |  |
| Hamrin 35’ | Marcatori |  |

| Arbitro: | Francescon (Padova) |

|                                    |           |                                |
| Mencacci 2’, 69’, 72’, 83’ Bui 77’ | Marcatori | 56’ Jonsson 87’ (rig.) Mazzero |

| Ferrara 27 ottobre 1963 8ª giornata | SPAL             | 0 – 0 | Bologna | Stadio Comunale\| Arbitro: \| Jonni (Macerata) \| |
| Arbitro:                            | Jonni (Macerata) |       |         |                                                   |

| Bergamo 12 novembre 1963 9ª giornata | Atalanta          | 0 – 0 | SPAL | Stadio Comunale\| Arbitro: \| Angonese (Mestre) \| |
| Arbitro:                             | Angonese (Mestre) |       |      |                                                    |

| Arbitro: | Adami (Roma) |

|                                |           |              |
| Bui 49’ Massei 54’, 55’ (rig.) | Marcatori | 76’ da Silva |

| Arbitro: | Marchese (Napoli) |

|                       |           |  |
| Albrigi 36’ Peirò 60’ | Marcatori |  |

| Arbitro: | Campanati (Milano) |

|                    |           |  |
| Bui 7’ Micheli 42’ | Marcatori |  |

| Ferrara 8 dicembre 1963 13ª giornata | SPAL             | 0 – 0 | Genoa | Stadio Comunale\| Arbitro: \| Politano (Cuneo) \| |
| Arbitro:                             | Politano (Cuneo) |       |       |                                                   |

| Arbitro: | Roversi (Bologna) |

|                                             |           |                                     |
| Toro 5’ Conti 12’ Brighenti 18’ Longoni 89’ | Marcatori | 26’ Massei 45’ Cervato 57’ Olivieri |

| Arbitro: | Gambarotta (Genova) |

|          |           |  |
| Fernando | Marcatori |  |

| Arbitro: | Adami (Roma) |

|             |           |  |
| Cervato 40’ | Marcatori |  |

| Arbitro: | Marchese (Napoli) |

|                |           |            |
| Trapattoni 68’ | Marcatori | 77’ Massei |

#### Girone di ritorno
| Arbitro: | D'Agostini (Roma) |

|             |           |                                |
| Micheli 82’ | Marcatori | 31’, 70’ Menichelli 74’ Sivori |

| Roma 2 febbraio 1964 19ª giornata | Lazio              | 0 – 0 | SPAL | Stadio Olimpico\| Arbitro: \| Campanati (Milano) \| |
| Arbitro:                          | Campanati (Milano) |       |      |                                                     |

| Arbitro: | Gambarotta (Genova) |

|                                        |           |             |
| Novelli I 5’ Massei 42’ (rig.) Bui 73’ | Marcatori | 48’ Fanello |

| Arbitro: | Sbardella (Roma) |

|              |           |              |
| Olivieri 65’ | Marcatori | 22’ Morbello |

| Milano 23 febbraio 1964 22ª giornata | Inter             | 0 – 0 | SPAL | Stadio San Siro\| Arbitro: \| D'Agostini (Roma) \| |
| Arbitro:                             | D'Agostini (Roma) |       |      |                                                    |

| Ferrara 1º marzo 1964 23ª giornata | SPAL                | 0 – 0 | Fiorentina | Stadio Comunale\| Arbitro: \| Francescon (Padova) \| |
| Arbitro:                           | Francescon (Padova) |       |            |                                                      |

| Arbitro: | Righi (Milano) |

|                       |           |  |
| Volpi 59’ Mazzero 78’ | Marcatori |  |

| Arbitro: | Marchese (Napoli) |

|                        |           |             |
| Nielsen 26’ Perani 73’ | Marcatori | 88’ Muccini |

| Ferrara 22 marzo 1964 26ª giornata | SPAL            | 0 – 0 | Atalanta | Stadio Comunale\| Arbitro: \| Genel (Trieste) \| |
| Arbitro:                           | Genel (Trieste) |       |          |                                                  |

| Arbitro: | Righi (Milano) |

|                                    |           |                  |
| Salvi 30’ Barison 63’ da Silva 65’ | Marcatori | 4’ (aut.) Morini |

| Arbitro: | Angonese (Mestre) |

|  |           |              |
|  | Marcatori | 57’ Hitchens |

| Arbitro: | Jonni (Macerata) |

|                               |           |  |
| Schutz 50’ Cervato 79’ (aut.) | Marcatori |  |

| Arbitro: | Sbardella (Roma) |

|            |           |  |
| Meroni 81’ | Marcatori |  |

| Ferrara 3 maggio 1964 31ª giornata | SPAL                  | 0 – 0 | Modena | Stadio Comunale\| Arbitro: \| De Marchi (Pordenone) \| |
| Arbitro:                           | De Marchi (Pordenone) |       |        |                                                        |

| Arbitro: | Marchese (Napoli) |

|                                  |           |                    |
| Novelli I 9’ Micheli 16’ Bui 38’ | Marcatori | 68’ (rig.) Baccari |

| Arbitro: | D'Agostini (Roma) |

|                 |           |  |
| Reja 68’ (aut.) | Marcatori |  |

| Arbitro: | Bernardis (Trieste) |

|                            |           |                                                 |
| Matassini 7’ Novelli I 11’ | Marcatori | 2’, 81’ Ferrario 18’ (aut.) Bozzao 46’ Altafini |

### Coppa Italia
| Arbitro: | Barolo (Noale) |

|  |           |                          |
|  | Marcatori | 73’ Cervato 78’ de Souza |

| Arbitro: | D'Agostini (Roma) |

|                      |           |                     |
| Mariani 9’ Kölbl 45’ | Marcatori | 15’, 55’ Castano II |

| Arbitro: | Grignani (Milano) |

|                                                |           |                          |
| Nielsen 8’ Perani 11’ Bulgarelli 17’ Renna 53’ | Marcatori | 39’ Crippa 71’ Matassini |